# Piper filipes
Piper filipes är en pepparväxtart som beskrevs av C. Dc.. Piper filipes ingår i släktet Piper och familjen pepparväxter. Inga underarter finns listade i Catalogue of Life.